# Яссем, Виктор
Виктор Яссем (пол. Wiktor Jassem; 11 июня 1922 — 7 января 2016) — польский языковед, профессор технических наук, почетный член Польского фонетического общества, член отдела технической академии наук (1956—1992). Специализировался на акустической фонетике, исследовал процессы создания звуков и понимания речи. Также занимался цифровым синтезом, обработкой и анализом языка.

## Работы
- "Intonation of Colloquial English", Travaux de la Société des Sciences et des Lettres de Wroclaw, 1951
- "Fonetyka Języka Angielskiego", Warszawa : Państwowe Wydawnictwo Naukowe, 1954
- "Podręcznik Wymowy Angielskiej", Warszawa : Państwowe Wydawnictwo Naukowe, 1962
- "The Phonology of Modern English", Warszawa : Państwowe Wydawnictwo Naukowe, 1983, 1987
- "Exercises in English Pronunciation", Warszawa : Państwowe Wydawnictwo Naukowe, 1995
- Jassem, Wiktor. Polish // Journal of the International Phonetic Association. — 33 (1). — 2003. — С. 103-107.